# Campionati statunitensi di sci alpino 2001
I Campionati statunitensi di sci alpino 2001 si svolsero a Big Mountain dal 23 al 28 marzo. Furono assegnati i titoli di discesa libera, supergigante, slalom speciale e combinata, sia maschili sia femminili, e di slalom gigante femminile.
Trattandosi di competizioni valide anche ai fini del punteggio FIS, vi parteciparono anche sciatori di altre federazioni, senza che questo consentisse loro di concorrere al titolo nazionale statunitense.

## Risultati

### Uomini

#### Discesa libera
| Pos. | Atleta              | Nazione     | Tempo   |
| ---- | ------------------- | ----------- | ------- |
| 1    | Daron Rahlves       | Stati Uniti | 1:24,78 |
| 2    | Casey Puckett       | Stati Uniti | 1:24,99 |
| 3    | Chad Fleischer      | Stati Uniti | 1:25,43 |
| 4    | Chris Puckett       | Stati Uniti | 1:25,59 |
| 5    | Geoffrey Stephenson | Stati Uniti | 1:25,69 |
| 6    | Marco Sullivan      | Stati Uniti | 1:25,71 |
| 7    | Jakub Fiala         | Stati Uniti | 1:25,96 |
| 8    | Eric Holmer         | Stati Uniti | 1:26,18 |
| 9    | Andre Horton        | Stati Uniti | 1:26,31 |
| 10   | Travis Svensrud     | Stati Uniti | 1:26,39 |

Data: 23 marzo

#### Supergigante
| Pos. | Atleta              | Nazione     | Tempo   |
| ---- | ------------------- | ----------- | ------- |
| 1    | Casey Puckett       | Stati Uniti | 1:43,00 |
| 1    | Erik Schlopy        | Stati Uniti | 1:43,00 |
| 3    | Daron Rahlves       | Stati Uniti | 1:43,01 |
| 4    | Marco Sullivan      | Stati Uniti | 1:44,05 |
| 5    | Thomas Vonn         | Stati Uniti | 1:44,23 |
| 6    | Wisi Betschart      | Stati Uniti | 1:45,06 |
| 7    | Geoffrey Stephenson | Stati Uniti | 1:45,55 |
| 8    | Joshua Transue      | Stati Uniti | 1:45,80 |
| 9    | Tyler Shepherd      | Stati Uniti | 1:45,93 |
| 10   | Brad Hogan          | Stati Uniti | 1:45,99 |

Data: 24 marzo

#### Slalom speciale
| Pos. | Atleta               | Nazione     | Tempo   |
| ---- | -------------------- | ----------- | ------- |
| 1    | Erik Schlopy         | Stati Uniti | 1:29,46 |
| 2    | Casey Puckett        | Stati Uniti | 1:30,52 |
| 3    | Sacha Gros           | Stati Uniti | 1:31,22 |
| 4    | Tom Rothrock         | Stati Uniti | 1:31,33 |
| 5    | Martin Kroisleitner  | Austria     | 1:31,53 |
| 6    | Chip Knight          | Stati Uniti | 1:31,67 |
| 7    | Brandon Dyksterhouse | Stati Uniti | 1:31,74 |
| 8    | Jimmy Cochran        | Stati Uniti | 1:31,80 |
| 9    | Josh Nolting         | Stati Uniti | 1:31,95 |
| 10   | Teddy Berglund       | Stati Uniti | 1:32,07 |

Data: 28 marzo

#### Combinata
| Pos. | Atleta        | Nazione     |
| ---- | ------------- | ----------- |
| 1    | Casey Puckett | Stati Uniti |
| 2    | ?             | ?           |
| 3    | ?             | ?           |

### Donne

#### Discesa libera
| Pos. | Atleta           | Nazione     | Tempo   |
| ---- | ---------------- | ----------- | ------- |
| 1    | Kirsten Clark    | Stati Uniti | 1:28,54 |
| 2    | Picabo Street    | Stati Uniti | 1:28,87 |
| 3    | Jonna Mendes     | Stati Uniti | 1:29,17 |
| 4    | Pernilla Wiberg  | Svezia      | 1:29,20 |
| 5    | Julia Mancuso    | Stati Uniti | 1:19,45 |
| 6    | Lindsey Vonn     | Stati Uniti | 1:29,79 |
| 7    | Bryna McCarty    | Stati Uniti | 1:30,32 |
| 8    | Sarah Schleper   | Stati Uniti | 1:30,44 |
| 9    | Tatum Skoglund   | Stati Uniti | 1:30,57 |
| 10   | Rachel Roosevelt | Stati Uniti | 1:31,09 |

Data: 23 marzo

#### Supergigante
| Pos. | Atleta           | Nazione     | Tempo   |
| ---- | ---------------- | ----------- | ------- |
| 1    | Pernilla Wiberg  | Svezia      | 1:22,45 |
| 2    | Jonna Mendes     | Stati Uniti | 1:22,83 |
| 3    | Kirsten Clark    | Stati Uniti | 1:22,91 |
| 4    | Julia Mancuso    | Stati Uniti | 1:22,96 |
| 5    | Lindsey Vonn     | Stati Uniti | 1:24,35 |
| 6    | Sarah Schleper   | Stati Uniti | 1:24,44 |
| 7    | Christin Lathrop | Stati Uniti | 1:24,92 |
| 8    | Rachel Roosevelt | Stati Uniti | 1:24,99 |
| 9    | Hilary McCloy    | Stati Uniti | 1:25,41 |
| 10   | Gretchen Glaser  | Stati Uniti | 1:25,88 |

Data: 25 marzo

#### Slalom gigante
| Pos. | Atleta             | Nazione     | Tempo   |
| ---- | ------------------ | ----------- | ------- |
| 1    | Jonna Mendes       | Stati Uniti | 2:22,05 |
| 2    | Kirsten Clark      | Stati Uniti | 2:23,80 |
| 3    | Julia Mancuso      | Stati Uniti | 2:24,25 |
| 4    | Kristina Koznick   | Stati Uniti | 2:24,36 |
| 5    | Pernilla Wiberg    | Svezia      | 2:25,09 |
| 6    | Courtney Calise    | Stati Uniti | 2:25,84 |
| 7    | Erika Hansson      | Svezia      | 2:26,34 |
| 8    | Megan Hughes       | Stati Uniti | 2:26,64 |
| 9    | Jessica Kelley     | Stati Uniti | 2:26,73 |
| 10   | Alexandra Munteanu | Romania     | 2:27,28 |

Data: 27 marzo

#### Slalom speciale
| Pos. | Atleta           | Nazione     | Tempo   |
| ---- | ---------------- | ----------- | ------- |
| 1    | Sarah Schleper   | Stati Uniti | 1:27,90 |
| 2    | Tasha Nelson     | Stati Uniti | 1:29,41 |
| 3    | Pernilla Wiberg  | Svezia      | 1:29,55 |
| 4    | Lindsey Vonn     | Stati Uniti | 1:30,05 |
| 5    | Kristina Koznick | Stati Uniti | 1:30,07 |
| 6    | Kateřina Tichý   | Canada      | 1:30,56 |
| 7    | Courtney Calise  | Stati Uniti | 1:30,70 |
| 8    | Mia Cullman      | Stati Uniti | 1:31,06 |
| 9    | Lauren Ross      | Stati Uniti | 1:31,48 |
| 10   | Jessica Kelley   | Stati Uniti | 1:32,23 |

Data: 28 marzo

#### Combinata
| Pos. | Atleta          | Nazione |
| ---- | --------------- | ------- |
| 1    | Pernilla Wiberg | Svezia  |
| 2    | ?               | ?       |
| 3    | ?               | ?       |
| 4    | ?               | ?       |